# Google Maps
Google Maps (durant un temps anomenat Google Local) és un servei de cartografia en línia gratuït de Google, disposa d'una interfície d'usuari amb zoom. Ofereix mapes i imatges reals provinents de satèl·lits i avions, que es poden consultar des del web de Google Maps o com a incrustacions a terceres webs a través de l'API de Google Maps.
Hi ha una variant a nivell entorn d'escriptori i aplicació anomenada Google Earth que ofereix Alphabet Inc. també de forma gratuïta, el programa integra en un programa les imatges per satèl·lit en forma de globus terraqüi. En 2014, els documents filtrats per Edward Snowden van revelar que Google Maps és part i víctima de l'entramat de vigilància mundial operat per diverses agències d'intel·ligència occidentals i empreses tecnològiques.

## Desenvolupament
El 2003, Lars i el seu germà, Jens Rasmussen, al costat dels australians Noel Gordon i Stephen Ma, van cofundar Where 2 Technologies, una nova empresa relacionada amb el mapeig a Sydney, Austràlia. Google va comprar aquesta companyia a l'octubre de 2004 per crear el popular programari gratuït, basat en el navegador, Google Maps.
Google Maps va ser anunciat per primera vegada en Google Bloc el 8 de febrer de 2005. Originalment suportaria només als usuaris de Internet Explorer i Mozilla Firefox, però el suport per Opera i Safari va ser agregat el 25 de febrer de 2005. El programari va estar en la seva fase beta durant sis mesos, abans de convertir-se en part de Google Local, El 6 d'octubre de 2005.
Com en les aplicacions web de Google, s'usen un gran nombre d'arxius Javascript per a crear Google Maps. A mesura que l'usuari mou el mapa, la visualització de la mateixa es baixa des del servidor. Quan un usuari busca un negoci, la ubicació és marcada per un indicador en forma de pin, el qual és una imatge PNG transparent sobre el mapa. Per aconseguir la connectivitat sense sincronia amb el servidor, Google va aplicar l'ús d'AJAX dins d'aquesta aplicació. És una aplicació per al desenvolupament de mapes.

## Característiques

### Bàsiques
Google Maps ofereix la capacitat de realitzar acostaments i allunyaments per mostrar el mapa. L'usuari pot controlar el mapa amb el ratolí o les tecles de direcció per moure a la ubicació que es desitgi. Per permetre un moviment més ràpid, les tecles «+» i «-» poden ser usades per a controlar el nivell de zoom. Els usuaris poden ingressar una adreça, una intersecció o una àrea en general per buscar en el mapa.
Els resultats de la recerca poden ser restringits a una zona, gràcies a Google Local. Per exemple, si algú vol consultar per «Xurros a Madrid» per trobar restaurants que serveixen aquest plat a prop de la ciutat. Les recerques poden trobar una àmplia gamma de restaurants, hotels, teatres i negocis generals.
Com altres serveis de mapa, Google Maps permet la creació de passos per arribar a alguna direcció. Això permet a l'usuari crear una llista pas a pas per saber com arribar al seu destí, calculant el temps necessari i la distància recorreguda entre les ubicacions.
Els desenvolupadors poden aplicar noves formes de veure el món gràcies a aquestes APIS.

#### Coordenades
Les coordenades de Google Maps estan en el sistema WGS84 i es mostrarà la latitud i la longitud, positiva per a Nord i Est, negativa per a Sud i Oest.
Hi ha diverses formes d'obtenir-les, una vegada que hem localitzat el lloc que interessa: 
- Es fa clic a la icona « enllaçar » i els valors que hi ha a continuació de ? Q = són les coordenades.[3]
- Fer clic amb el botó dret de ratolí al punt desitjat al mapa perquè aparegui un menú amb opcions. Al menú, s'ha de seleccionar «Què hi ha aquí?» i fer clic a la fletxa de color verd per obtenir les coordenades.[4]
- Posar el següent codi a la barra d'adreces de navegador web javascript: void (prompt (, gApplication.getMap (). GetCenter ()))

Aquestes dades poden ser usats per a ingressar-los en Nasa World Wind o TerraServer-USA, els quals, en alguns casos, tenen imatges de major resolució.

### Avançades
L'abril de 2005, Google va afegir un Ride Finder (en espanyol, indicador de vehicle), en el qual una persona pot situar un taxi o un transport públic en una gran ciutat en temps real. La persona ha de fer clic a la barra d'Update Position (en espanyol, actualitzar posició) per trobar la nova ubicació de l'acte.
En juny de 2005, els mapes de carreteres dels Estats Units, Puerto Rico, Canadà i el Regne Unit van ser integrats a Google Maps.
A mitjans de juliol de 2005, Google comença la versió japonesa de Google Maps i Google Local.

### Imatges per satèl·lit
També a l'abril de 2005, es crea un vista alternativa a la qual es mostrava pel satèl·lit. El major proveïdor d'imatges de satèl·lit de Google Maps és DigitalGlobe, qui proveeix la major part de les seves imatges del satèl·lit QuickBird.
En juny de 2005, les imatges d'alta resolució (o a la màxima ampliació) ja estaven disponibles per a la major part de Canadà i els Estats Units (incloent els estats de Hawaii i Alaska. A més abasta altres països en forma parcial, com França, Irlanda, Itàlia, Iraq, Japó, Bahames, Kuwait, Mèxic, Holanda, etc.
No obstant això, algunes àrees van ser enfosquides per motius de seguretat nacional, com el Capitoli, la Casa Blanca i el àrea 51.
Per a la resta del planeta les imatges es troben disponibles en baixa resolució, excepte per als pols.
No totes les fotos mostrades són de satèl·lits; algunes són Ortofotos de ciutats preses per avions que volen a bastant altura (sobre els 10 000 metres).

### Multivistes
El 22 de juliol de 2005, Google llança una vista dual de la seva Google Maps. Aquesta vista combina el per i la vista de satèl·lit amb mapes il·lustrats i els noms de carrers en les imatges del món real. Això fa més fàcil trobar rutes entre dos punts.

## Ús per part de Google

### Google Local
Google integra les vistes de Google Maps (en una imatge de menor grandària) en les recerques locals. Es poden buscar per cert tipus de negoci en qualsevol àrea geogràfica, on Google Local estigui disponible.

### Google Ride Finder
Google va llançar en forma experimental una eina basada en Google Maps anomenada Ride Finder, el qual es basa en la localització permanent de taxis i limusines mitjançant l'ús de GPS. L'eina mostra la ubicació actual de tots els vehicles permesos dels serveis que participen en les principals ciutats dels EUA., Incloent Chicago i San Francisco, en un mapa de Google Maps. A partir de 2009 l'eina sembla ser interrompuda.

### Google Maps / Business View
Anomenat originalment Business Photos, aquest servei va començar el seu camí a l'abril de 2010 dins d'una selecció de ciutats dels Estats Units. Des de llavors Google Maps Business View s'ha expandit a 27 països diferents.
El programa el porta Google però les fotografies són preses per fotògrafs especialment certificats per a això (anomenats Fotògrafs de Confiança Google). Les zones que tens aquest programa actualment són: Estats Units, Canadà, Espanya, Itàlia, Regne Unit, França, Països Baixos, Suècia, Dinamarca, Suïssa, Irlanda, Austràlia, Alemanya, Rússia, Japó, Taiwan, Singapur, Hong Kong, Bulgària, República Txeca, Polònia, Bèlgica, Indonèsia, Corea de Sud, Malàisia, Índia i Nova Zelanda.
Els Fotògrafs poden prendre fins a 200 fotografies panoràmiques per negoci. Google té una web on els negocis interessats poden obtenir més informació

### Google Moon
El 20 de juliol de 2005 i en honor de l'36 ° aniversari de l'allunatge i, posterior, caminada lunar, de l' Apol·lo 11, Google va fer públic l'ús de les imatges de la NASA sobre la geografia lunar, sent integrat a la interfície de Google Maps. No obstant això, s'han deshabilitat certes utilitats.
opcions: 
- Apol·lo : mapa ampliable amb les marques dels punts d'aterratge de totes les missions Apol·lo a la Lluna.
- Visible : mapa ampliable que mostra la superfície lunar, gràcies a la unió de les imatges de la missió Clementine.
- Elevation : mapa d'altura en colors, mostrant la profunditat i altitud de l'relleu lunar.
- Charts : imatges d'altres mapes anteriors sobre cada zona.

### Google Mars
Google Mars proporciona imatges de satèl·lit de Mart, igual que Google Moon, però a més mostra imatges infraroges i imatges de l'relleu de Mart (elevació). Els usuaris poden accionar els botons elevació, visible, i les dades infrarojos, de manera semblant a com es canvia entre el mapa, el satèl·lit, i les maneres híbrids de Google Maps. Aquest projecte és una col·laboració entre científics de la NASA i de la Universitat d'Arizona. Per a això Google ha utilitzat les dades públiques recollides a partir de dues missions de la NASA a Mart, la Mars Global Surveyor i Mars Odyssey.
Recentment, Google ha incorporat un servei experimental en Google Maps que permet conèixer l'estat del trànsit en temps real. Aquest pilot està en fase de proves en Estats Units.

### Google Send-to-Car
Aquesta aplicació permet enviar una adreça de Google Maps directament a l' sistema de navegació de el vehicle o GPS, sense necessitat de teclejar-la en el mateix.

## Ús Covid-19
El 23 de setembre de 2020, Google va anunciar una actualització de la capa d'COVID-19 per als mapes de Google, que està dissenyada per oferir una dada mitjà de set dies del total de casos positius de COVID-19 per cada 100.000 persones a la zona seleccionada al mapa. També presenta una etiqueta que indica l'augment i la disminució de el nombre de casos.
Al gener de 2021, Google va anunciar el llançament d'una nova funció que mostra els llocs de vacunació contra la COVID-19.

## Nou Google Maps
Al Google I / O 2019, Google va presentar un redissenyo de Google Maps per a la versió web, mostrant noves funcions com:
- El mapa ocupa tota la pantalla.
- La barra de cerca està en la part superior esquerra i pot mostrar informació sobre la ubicació.
- A la cantonada inferior dreta estan ubicats els controls de zoom.
- Ara hi ha una manera terra el qual és una combinació entre la vista satèl·lit i Google Earth, on podrem veure les ciutats en 3D i a l'allunyar la imatge podrem veure la Terra en 3D.
- Al seleccionar un lloc, ens mostra les ressenyes, fotos, números de telèfon i veure l'edifici a Street View.
- A l'usar indicacions podrem veure diverses rutes i canviar-les, a més que es podran veure les rutes en avió i reservar vols.